# Wiveliscombe
Wiveliscombe is een civil parish in het bestuurlijke gebied Somerset West and Taunton, in het Engelse graafschap Somerset met 2893 inwoners.

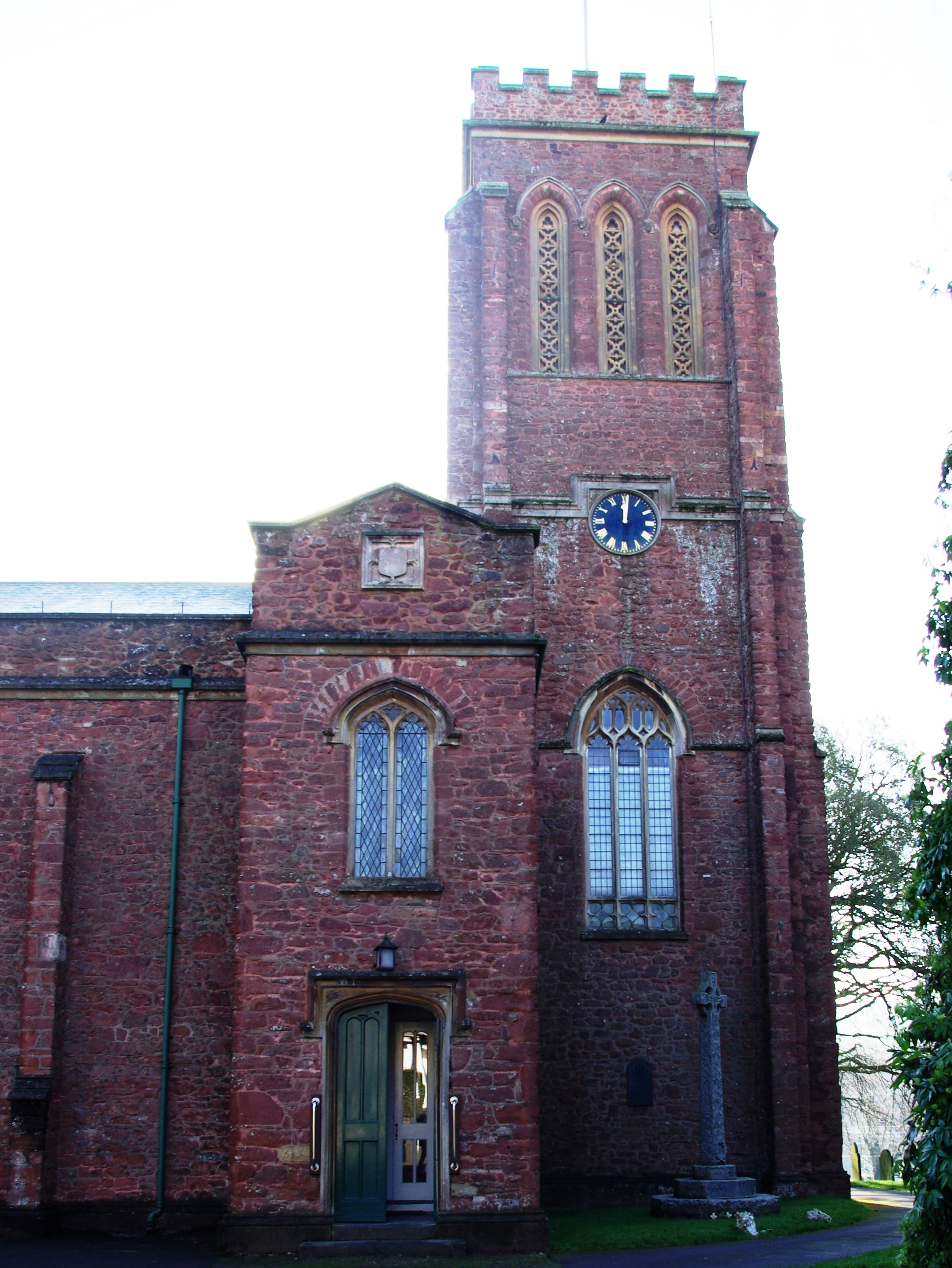
Kerk in Wiveliscombe